# جوازيلا
جوازيلا، (بالإنجليزية: Guasila)‏، هي (بلدية) في مقاطعة جنوب سردينيا في منطقة سردينيا الإيطالية، وتقع على بعد حوالي 40 كيلومترا (25 ميل) إلى الشمال من كالياري. في 31 ديسمبر 2004، كان عدد سكانها 2781 نسمة وتبلغ مساحتها 43.5 كيلومتر مربع (16.8 ميل مربع).

## السكان
في سنة 1861 بلغ عدد السكان 2٬234 نسمة، وتطور العدد ليصل في سنة 2011 لـ 2٬775 نسمة.
يظهر هذا المخطط البياني تطور النمو السكاني لـ جوازيلا

## أعلام
- جوليو أنجوني